# A lökött tesó
A lökött tesó (eredeti cím: Our Idiot Brother) 2011-es amerikai filmvígjáték-dráma, melyet Evgenia Peretz és David Schisgall forgatókönyvéből Jesse Peretz rendezett, Anthony Bregman, Peter Saraf és Marc Turtletaub produceri segédletével. A főbb szerepekben Paul Rudd, Elizabeth Banks, Zooey Deschanel és Emily Mortimer látható.
A 2011-es Sundance Filmfesztiválon mutatkozott be, 2011. augusztus 26-án pedig széles körben is bemutatták. A film nagyrészt pozitív kritikákat kapott, melyek a történetet és Rudd színészi játékát dicsérték, de az egyenetlen forgatókönyvet kritizálták.

## Cselekmény
Egy idealista beleavatkozik három nővére életébe.

## Szereplők
| Színész                | Szerep                           | Magyar hang       |
| ---------------------- | -------------------------------- | ----------------- |
| Paul Rudd              | Nedrick "Ned" Rochlin            | Szabó Máté        |
| Elizabeth Banks        | Miranda Rochlin                  | Pikali Gerda      |
| Zooey Deschanel        | Natalie "Nat" Rochlin            | Nemes Takách Kata |
| Emily Mortimer         | Liz Rochlin Anderson             | Solecki Janka     |
| Steve Coogan           | Dylan Anderson                   | Sarádi Zsolt      |
| Hugh Dancy             | Christian Smith                  | Molnár Levente    |
| Kathryn Hahn           | Janet Ziebell                    | Berkes Boglárka   |
| Rashida Jones          | Cindy Harris                     | Kis-Kovács Luca   |
| Shirley Knight         | Ilene Rochlin                    | Szabó Éva         |
| T. J. Miller           | Billy Orwin                      | Gacsal Ádám       |
| Adam Scott             | Jeremy Horne                     | Szatory Dávid     |
| Janet Montgomery       | Lady Arabella Galloway           | Hámori Eszter     |
| Sterling K. Brown      | Omar Coleman rendőrtiszt         | Dolmány Attila    |
| Matthew Mindler        | River Byng                       | Straub Martin     |
| Lydia Haug             | Tatiana                          |                   |
| Wrenn Schmidt          | Beth                             |                   |
| Bob Stephenson         | Washburn rendőrtiszt             |                   |
| Katie Aselton          | Amy                              | Gáspár Kata       |
| Christopher Evan Welch | Robbie (stáblistán nem szerepel) |                   |

## A film készítése
A forgatás 2010 júliusában kezdődött, és összesen 30 napig tartott, hat héten keresztül.
Paul Rudd még azelőtt leszerződött a főszerepre, hogy Saraf és Turtletaub producerek a film elkészítése mellett döntöttek volna. A főszereplőket június elején jelentették be, köztük Rudd, Elizabeth Banks, Emily Mortimer, Zooey Deschanel és Rashida Jones szerepét. A további szereplő, többek között Hugh Dancy, Kathryn Hahn, Shirley Knight, Janet Montgomery és Steve Coogan nevét július végén tették közzé.

## Média kiadás
A film 2011. november 29-én jelent meg DVD-n és Blu-ray-en.

## Fordítás
- Ez a szócikk részben vagy egészben  az   Our Idiot Brother című angol Wikipédia-szócikk ezen változatának fordításán alapul.  Az eredeti cikk szerkesztőit annak laptörténete sorolja fel. Ez a jelzés csupán a megfogalmazás eredetét és a szerzői jogokat jelzi, nem szolgál a cikkben szereplő információk forrásmegjelöléseként.